# Rondón
Rondón – miasto w Kolumbii, w departamencie Boyacá.